# الخاشي
الخاشي (بالفارسية: الخشی) هي قرية تقع في بوشهر في إيران.